# کنت اسکات لاتور
کنت اسکات لاتور (انگلیسی: Kenneth Scott Latourette; ۶ اوت ۱۸۸۴ – ۲۶ دسامبر ۱۹۶۸) دانشمند در زمینه تاریخ چین اهل ایالات متحده آمریکا بود.